# 4-碘苯酚
4-碘苯酚是一种有机化合物，化学式为IC6H4OH，它是碘苯酚的同分异构体之一。它可以4-碘苯硼酸为原料反应制得，或由苯酚和N-碘代丁二酰亚胺的催化碘化反应得到。它和硫在碘化亚铜和碱存在下反应，可以得到4,4'-二羟基二苯硫醚或4,4'-二羟基二苯基二硫。